# Конорєв Олександр Володимирович
Олександр Володимирович Конорєв (рос. Александр Владимирович Конорев; 21 квітня 1985, Верхні Мочари, РРФСР — 17 червня 2022, Краснопілля, Україна) — російський військовик, молодший сержант ЗС РФ. Герой Російської Федерації (2022, посмертно).

## Біографія
Проходив строкову службу на Сахаліні, після чого продовжив службу за контрактом. 
Проходив службу розвідником-санітаром із Північно-Кавказьким Військовим Округом. 24 червня 2012 року знову уклав контракт на проходження військової служби в 49-й окремій бригаді особливого призначення Внутрішніх Військ МВС РФ.
Учасник Другої російсько-чеченської війни, інтервенції в Сирію та вторгнення в Україну. Остання посада — навідник гранатометного відділення гранатометного взводу мотострілецького батальйону 49-ї кулеметно-артилерійської дивізії 68-го Армійського корпусу. Загинув у бою від осколкового поранення.